# Gozbert
 (juin 2018).

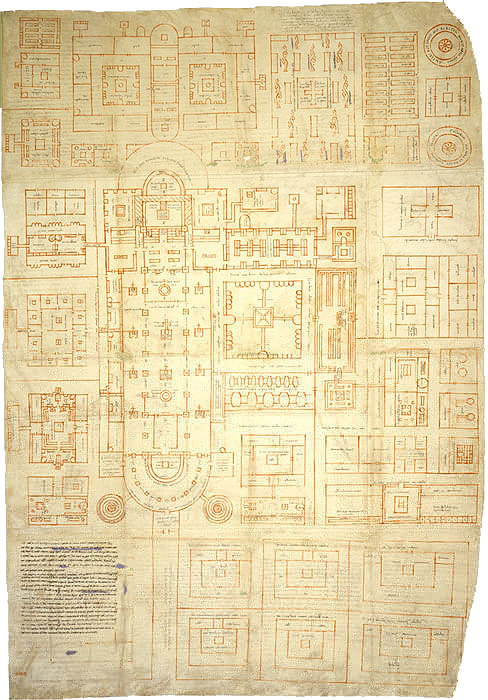
Le plan de l'abbaye de Saint-Gall, représentant un cloître idéal des années 800.

Gozbert († 4 avril après 837 à Saint-Gall) a été abbé du monastère de Saint-Gall de 816 à 837.

## Vie et actes
Gozbert est attesté par les sources en tant que diacre en 798, prêtre en 811, en tant que doyen entre 813 et 816 et abbé à partir de la même année. Il parvint à faciliter la dépendance de la ville de Saint-Gall du diocèse de Constance, auquel appartenait alors la ville. Le 3 juin 818, l’abbaye reçut l’immunité de la part l'empereur Louis le Pieux et devint ainsi une abbaye impériale. Ce privilège fut confirmé par le roi Louis le Germanique qui accorda à Saint-Gall le droit de choisir son abbé.
En outre, l’abbé Gozbert augmenta les possessions foncières du monastère. Ces acquisitions et les subventions qu'il a reçues se sont avérées très importantes pour l’avenir de l’abbaye. De plus, Gozbert imposa une gestion centralisée des propriétés du monastère ainsi que de son administration en introduisant un archivage des actes par un bureau d’ordre. Sous Gozberts, le scriptorium de l’abbaye de Saint-Gall fut considérablement développé et la bibliothèque s’enrichit de quelque 70 codex qui y sont d’ailleurs toujours conservés.
Gozbert semble avoir été le destinataire voire peut-être le commanditaire du plan du monastère de Saint-Gall. En effet, il comporte une dédicace à l’abbé Gozbert. D’après les recherches récentes, il fut probablement réalisé vers 819 dans le couvent de l’île de Reichenau. Toutefois, dans la mesure où la première pierre de construction du nouvel édifice a été posée en 830, soit 10 ans plus tard, il est difficile de savoir à quel point le monastère fut réellement édifié suivant ce plan idéal. La nouvelle église abbatiale fut consacrée en 835 en présence des évêques Ulrich I de Bâle, Wolfleoz de Constance et Erlebald de Reichenau.
Gozbert démissionna de ses fonctions en 837 hypothétiquement en raison de tensions issues des suites des discordes liées à la succession de Louis le Pieux.  L'année exacte de la mort de Gozbert est inconnue.

## Liens
- Abt Gozbert (816–837). Zitiert nach Johannes Duft, im Stadtlexikon der Stadt Wil